# SRI International
SRI International, раніше Стенфордський дослідницький інститут (англ. Stanford Research Institute) — американський приватний науково-дослідний інститут зі штаб-квартирою в Менло-Парку в Каліфорнії, біля кампусу Стенфордського університету.
Був заснований 1946 року Стенфордським університетом як інноваційний центр для підтримки економічного розвитку в регіоні. Офіційно відокремився від Стенфордського університету в 1970 році. В 1977 році змінив назву зі Stanford Research Institute на SRI International.
Проводить спонсоровані замовниками дослідження та розробки для урядових установ, комерційних компаній і приватних фондів, а також ліцензує свої технології, продає продукцію та створює нові компанії.
Сфери досліджень SRI включають біомедичні науки, хімію, матеріалознавство, обчислювальну техніку, космічні системи, економіку, освіту та навчання, енергетичні та екологічні технології, безпеку та національну оборону. SRI здобув понад 4000 патентів і патентних заявок. Зокрема, SRI або його дочірні компанії відіграли ключову роль у створенні комп'ютерної миші, системи розпізнавання символів магнітним чорнилом, мови розмітки LaTeX, персонального помічника Siri.

## Історія

### Заснування
У 1920-х роках професор Стенфордського університету Роберт Свейн запропонував створити новий дослідницький інститут на заході США. Герберт Гувер, який на той час був опікуном Стенфордського університету, також був прихильником створення інституту, але став приділяти менше уваги університету, коли його обрали президентом США. Розвиток інституту затримали Велика депресія в 1930-х роках і Друга світова війна в 1940-х, і лише в 1945—1946 роках почалися реальні спроби створення інституту.
Першу спробу заснувати інститут зробили в серпні 1945 року Моріс Неллес, Морлан Візел і Ернест Блек з Lockheed, утворивши «Тихоокеанський дослідницький фонд» у Лос-Анджелесі. Другу спробу здійснив Генрі Гілд, тодішній президент Іллінойського технологічного інституту. У 1945 році Гілд написав звіт, у якому рекомендував дослідницький інститут на Західному узбережжі та тісну співпрацю зі Стенфордським університетом із початковим грантом у розмірі 500 000 доларів (еквівалент 6,711,000 доларів у 2023). Третю спробу зробив Фред Терман, декан інженерного факультету Стенфордського університету. Терман наслідував пропозицію Гілда, але більше зосереджувався на дослідженнях викладачів і студентів, ніж на дослідженнях за контрактом.
Опікуни Стенфордського університету проголосували за створення інституту в 1946 році. Цілі інституту були прописані таким чином, щоб узгоджуватися зі статутом університету — просувати наукові знання та приносити користь широкій громадськості, а не лише студентам Стенфордського університету. Опікуни університету мали право обирати директора інституту. У випадку розпуску інституту, його активи мали повернутися до Стенфордського університету.
Першим директором інституту став хімік Вільям Телбот. Президент Стенфордського університету Дональд Тресіддер наказав Телботу уникати роботи, яка суперечить інтересам університету, зокрема федеральних контрактів, які можуть викликати політичний тиск. Прагнення знайти роботу та недостатня підтримка з боку Стенфордського університету змусили новий інститут порушити цю настанову через шість місяців, уклавши контракт з Управлінням військово-морських досліджень. Ця та інші проблеми, включно з надмірним втручанням Тресіддера в управління новою організацією, змусили Телбота неодноразово пропонувати свою відставку, яку Тресіддер зрештою прийняв. Телбота змінив Джесс Гобсон, який раніше очолював Фонд дослідження броні, але виконання військових контрактів продовжилось.

### Рання історія

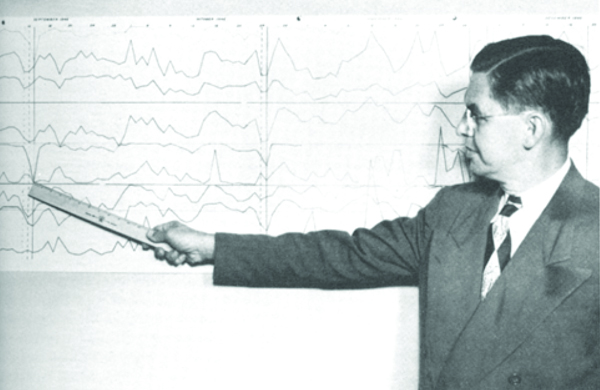
Співробітник SRI Пол Мегілл обговорює смог у Чорну п'ятницю в Лос-Анджелесі на першому Національний симпозіум із забруднення повітря в 1949 році

Перший дослідницький проєкт SRI вивчав, чи можна використовувати ґваюлу як джерело натурального каучуку. Під час Другої світової війни каучук імпортувався в США і був предметом дефіциту та суворого нормування. З 1942 по 1946 рік Міністерство сільського господарства США підтримувало проєкт створення внутрішнього джерела натурального каучуку. Після закінчення війни Конгрес США скоротив фінансування програми; у відповідь Управління військово-морських досліджень створило грант для продовження проєкту в SRI, і співробітники міністерства сільського господарства працювали над проєктом через SRI, доки Конгрес не відновив фінансування в 1947 році.
Перше економічне дослідження SRI було проведено для ВПС США. У 1947 році ВПС хотіли визначити потенціал розширення авіаційної промисловості США. SRI виявив, що екстрене розширення виробництва у випадку надзвичайної ситуації займе надто багато часу. У 1948 році SRI розпочав дослідження та консультації з корпорацією Chevron для розробки штучного замінника лою та кокосової олії у виробництві мила. Дослідження SRI підтвердило потенціал додецилбензолу як можливого замінника. Пізніше Procter & Gamble використала речовину як основу для прального порошку Tide.
Інститут був одним із піонерів досліджень забруднення повітря та утворення озону в нижніх шарах атмосфери. SRI спонсорував перший національний симпозіум із забруднення повітря в Пасадіні, штат Каліфорнія, у листопаді 1949 року. Експерти виступили з доповідями про дослідження забруднення, обмінялися ідеями та популяризували цю галузь досліджень. У заході взяли участь 400 науковців, керівників підприємств і громадських лідерів. SRI також виступав спів-організатором наступних заходів на цю тему.

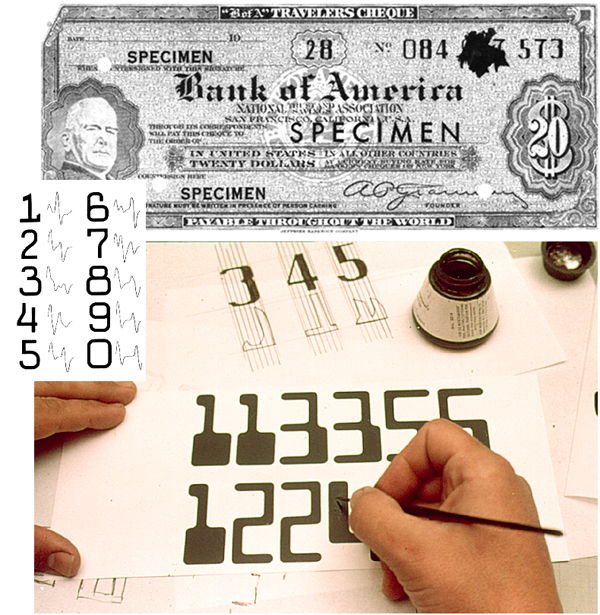
Система ERMA, яка використовує розпізнавання символів магнітним чорнилом для обробки чеків, була однією з перших розробок SRI.

У квітні 1953 року Волт Дісней і Рой Дісней найняли SRI (зокрема Гаррісона Прайса) для консультацій щодо створення парку розваг у Бербанку, Каліфорнія. SRI дослідив інформацію про місце розташування, відвідуваність та економічну доцільність. SRI вибрав більшу ділянку в Анагаймі, підготував звіти про роботу, надав адміністративну підтримку Діснейленду та виконував консультативну роль під час розширення парку. У 1955 році SRI було доручено вибрати місце та надати пропозиції щодо дизайну Центру виконавських мистецтв Джона Кеннеді.
У 1952 році корпорація Technicolor уклала контракт зі SRI на розробку швидкої електрооптичної альтернативи ручному процесу хронометражу під час копіювання кіноплівки. У 1959 році Академія кінематографічних мистецтв і наук присудила премію Scientific and Engineering Award спільно SRI і Technicolor за їхню роботу над розробкою таймера електронного друку Technicolor, який приніс велику користь кіноіндустрії. У 1954 році компанія Southern Pacific звернулася до SRI з проханням дослідити способи зменшення пошкоджень під час залізничних вантажних перевезень шляхом пом'якшення ударів залізничних вагонів. Це дослідження призвело до того, що Вільям МакКерді розробив технологію гідроподушки (Hydra-Cushion), яка залишається стандартною і сьогодні.
У 1950-х роках SRI працював під керівництвом Банку Америки над розробкою електронної записуючої машини ERMA і технологією розпізнавання символів магнітним чорнилом MICR. Проєкт ERMA очолював комп'ютерний науковець Джерре Ное, який на той час був помічником директора SRI. Станом на 2011 рік MICR залишається галузевим стандартом автоматизованої обробки чеків.

### Швидке розширення

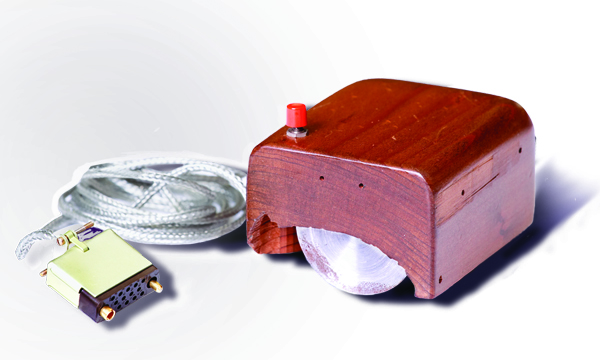
Перший прототип комп'ютерної миші, розроблений Білл Інгліш (комп'ютерний інженер)

Дуглас Енгельбарт, засновник Augmentation Research Center SRI, був головним рушієм проєктування й розробки багатокористувацької комп'ютерної системи NLS, що містила оригінальні версії таких сучасних елементів інтерфейсу, як растрові графічні дисплеї, програмне забезпечення для спільної роботи, гіпертекст і попередники графічного інтерфейсу користувача, зокрема комп'ютерна миша. Як піонер досліджень взаємодії людини з комп'ютером, Енгельбарт став одним із найвідоміших співробітників SRI. У 2000 році він був нагороджений Національною медаллю технологій та інновацій.
Білл Інгліш, тодішній головний інженер ARC, створив перший прототип комп'ютерної миші за проєктом Енгельбарта в 1964 році. SRI також розробив струменевий друк (1961) і запис на оптичні диски (1963). Технологія рідкокристалічного дисплея була розроблена в RCA Laboratories у 1960-х роках, яка згодом у 1988 році стала Sarnoff Corporation, дочірньою компанією SRI. Sarnoff повернулась до складу SRI в 2011 році.
На початку 1960-х років Г'юїтт Крейн і його колеги розробили перший у світі повністю магнітний цифровий комп'ютер. Технологія була ліцензована компанією AMP, яка потім використовувала її для створення спеціалізованих комп'ютерів для керування коліями в метро Нью-Йорка та на залізничних стрілках.
У 1966 році Центр штучного інтелекту SRI почав працювати над роботом Шейкі. Оснащений телевізійною камерою, триангуляційним далекоміром і датчиками ударів, Шейкі використовував програмне забезпечення для сприйняття й моделювання свого оточення та прийняття рішень. Проєкт завершився в 1972 році.

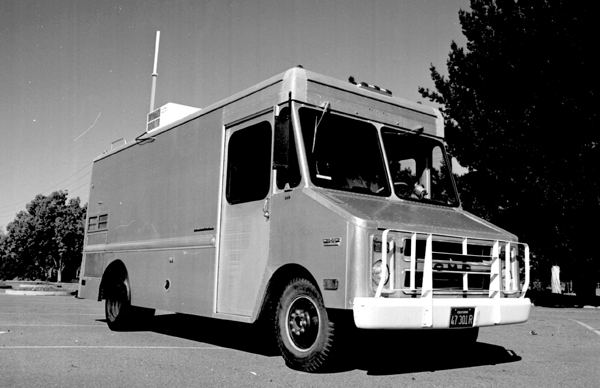
Packet Radio Van, розроблений Вірджіл Дональд Коун, був місцем першої тристоронньої міжмережевої передачі.

29 жовтня 1969 року між лабораторією Леонарда Кляйнрока в Університеті Каліфорнії в Лос-Анджелесі і лабораторією Дугласа Енгельбарта в SRI було встановлено перше з'єднання в глобальній мережі з використанням комутації пакетів ARPANET за допомогою процесорів повідомлень інтерфейсу на обох кінцях. Наступного року лабораторія Енгельбарта встановила першу систему TENEX за межами BBN, де вона була розроблена. До 5 грудня 1969 року мережа була розширена до 4 вузлів: до SRI та Університету Каліфорнії в Лос-Анджелесі приєднались Університет Каліфорнії в Санта-Барбарі та Університет Юти. У 1970-х роках SRI розробив радіо з пакетною комутацією (попередник бездротових мереж), загоризонтний радар, Deafnet.
Важливий крок у створенні Інтернету відбулася 22 листопада 1977 року, коли SRI здійснив перше з'єднання між трьома розрізненими мережами. За допомогою мобільного радіофургону дані безперебійно передавалися між SRI в Менло-Парку та Університетом Південної Каліфорнії в Лос-Анджелесі через Університетський коледж Лондона в Англії. При цьому використовувалися три різні типи мереж: пакетне радіо, супутниковий зв'язок та ARPANET. У 2007 році Музей комп'ютерної історії відсвяткував 30-річчя цієї демонстрації, запросивши й кількох учасників подій 1977 року. SRI продовжив підтримувати роботу Мережевого інформаційного центру під керівництвом Елізабет Фейнлер.

### Відділення й диверсифікація

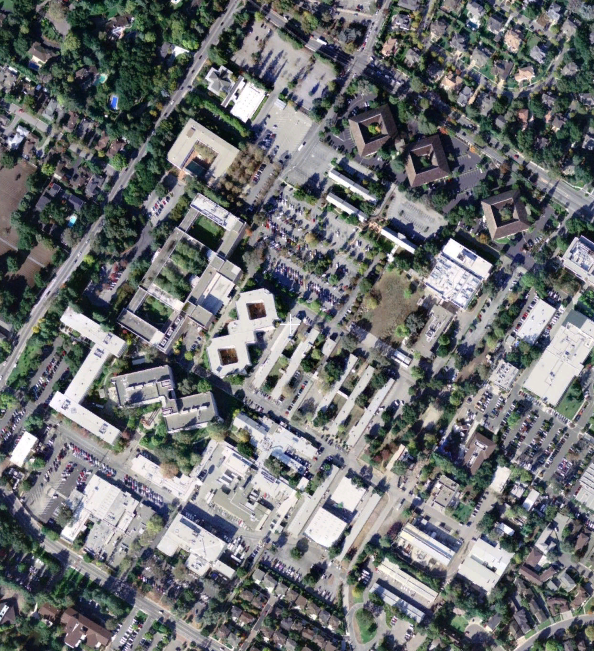
Аерофотознімок кампусу SRI в Менло-Парку

Війна у В'єтнамі (1955—1975) була гарячою темою в американських університетських містечках у 1960-х і 1970-х роках. Як запізніла відповідь протестувальникам проти війни у В'єтнамі, які вважали, що фінансування від Агентства передових оборонних дослідницьких проєктів зробило університет частиною військово-промислового комплексу, Стенфордський науково-дослідний інститут відокремився від Стенфордського університету в 1970 році. Пізніше, у 1977 році, він змінив назву зі Стенфордського дослідницького інституту (Stanford Research Institute) на SRI International.
У 1972 році фізики Гарольд Путгофф і Рассел Тарг за підтримки ЦРУ провели серію парапсихологічних досліджень з «бачення» прихованих об'єктів, до яких вони залучили, зокрема художника й письменника Інго Сванна, офіцера військової розвідки Джозефа МакМонігла та екстрасенса й ілюзіоніста Урі Геллера. Ця робота фінансувалася американською розвідкою, поки Путхофф і Тарг не залишили SRI в середині 1980-х років.
Соціолог і футуролог Арнольд Мітчелл наприкінці 1970-х створив психографічну методологію цінностей, ставлень і стилю життя, щоб пояснити зміну цінностей і стилю життя в США. Ця методологія була офіційно представлена як розробка SRI у 1978 році та була названа журналом «Advertising Age» «одним із десяти найкращих проривів у дослідженні ринку 1980-х років».

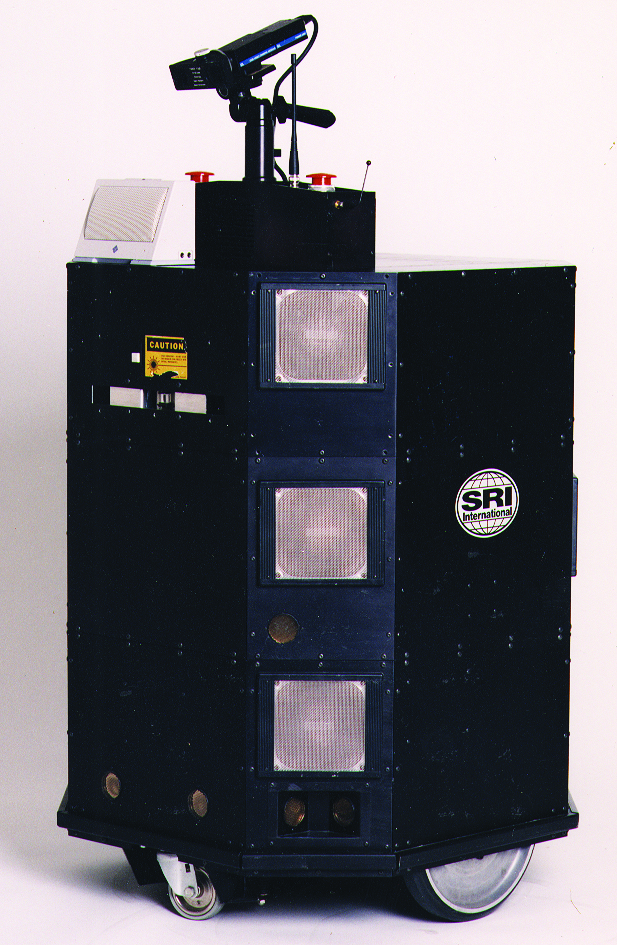
Робот Флейкі

Протягом 1980-х років SRI розробив цилон, стелс-технології, вдосконалив ультразвукові дослідження, створив двовимірну лазерну флуоресцентну спектроскопію. В обчислювальній техніці та програмному забезпеченні SRI розробив мультимедійну систему електронної пошти, теорію невтручання в комп'ютерній безпеці, реляційну систему баз даних з багаторівневим захистом Seaview, мову розмітки даних LaTeX, Open Agent Architecture, систему виявлення вторгнення в мережу, систему Мод, декларативну мову програмування, однорангову бездротову технологію для створення масштабованих мереж PacketHop. Дослідження SRI у сфері виявлення мережевих вторгнень призвели до справи про порушення патентних прав SRI International проти Internet Security Systems. Дослідження штучного інтелекту в SRI призвели до створення наступника Шейкі, робота Флейкі, який використовував нечітку логіку.
У 1986 році SRI.com став 8-м зареєстрованим доменом «.com». Наприкінці 1980-х і на початку 1990-х SRI проводив успішні дослідження в галузі штучного інтеллекту, а в 1990-х роках розробив систему сортування листів для Поштової служби Сполучених Штатів і провів ряд освітніх та економічних досліджень.
Військові технології, розроблені SRI у 1990-х та 2000-х роках, включали вдосконалення радара, систему управляння військами REDDE, систему стеження за транспортними засобами, систему DFIRST для тренування бойових броньованих підрозділів під час військових навчань.

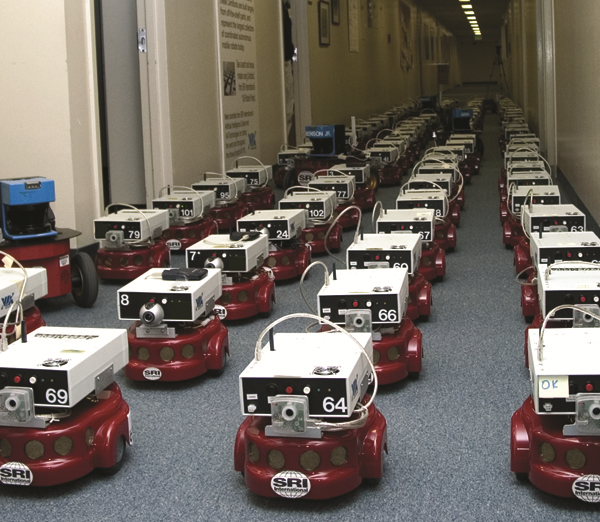
Сентіботи

У 2003 році SRI створив Сентіботи, одну з перших команд автономних мобільних роботів, які координовано досліджують і картографують незнайоме середовище. SRI також створив BotHunter, безкоштовну утиліту для Unix, яка виявляє активність ботнету в мережі.
За допомогою фінансування Агентства передових оборонних дослідницьких проєктів SRI зробив внесок у розробку систем розпізнавання мовлення та перекладу і був активним учасником програми Global Autonomous Language Exploitation. SRI розробив технологію розпізнавання мовлення DynaSpeak, яки використали в портативному перекладачі VoxTec, який дозволяв американським солдатам за кордоном спілкуватися з місцевими жителями майже в режимі реального часу. SRI також створив програмне забезпечення для IraqComm, — пристрою, який забезпечував двосторонній машинний переклад між англійською та розмовною іракською арабською мовою.
У медицині та хімії SRI розробив лазерну фотокоагуляцію (лікування деяких захворювань очей), дистанційну хірургію (також відому як телероботизована хірургія), виявлення біоагентів за допомогою технології конвертації фосфору, експериментальні протипухлинні препарати Тірапазамін і TAS-108, динітрамід амонію (нешкідливий для навколишнього середовища окислювач для безпечної та економічно ефективної утилізації небезпечних матеріалів), електроактивний полімер («штучний м'яз»), нові способи використання діамагнітної левітації та протималярійний препарат Галофантрин.
У 1990-х роках SRI провів дослідження для Whirlpool Corporation, яке привело до створення сучасних самоочисних печей. У 2000-х роках SRI працював над програмним забезпеченням Pathway Tools для використання в біоінформатиці та системній біології для прискорення відкриття ліків за допомогою штучного інтелекту та методів символьного обчислення. Інститут створює колекцію геномних баз даних BioCyc, яку використовують для візуалізації генів у хромосомі, шляхів біохімічних процесів і метаболічних карт організмів.

### Початок XXI століття

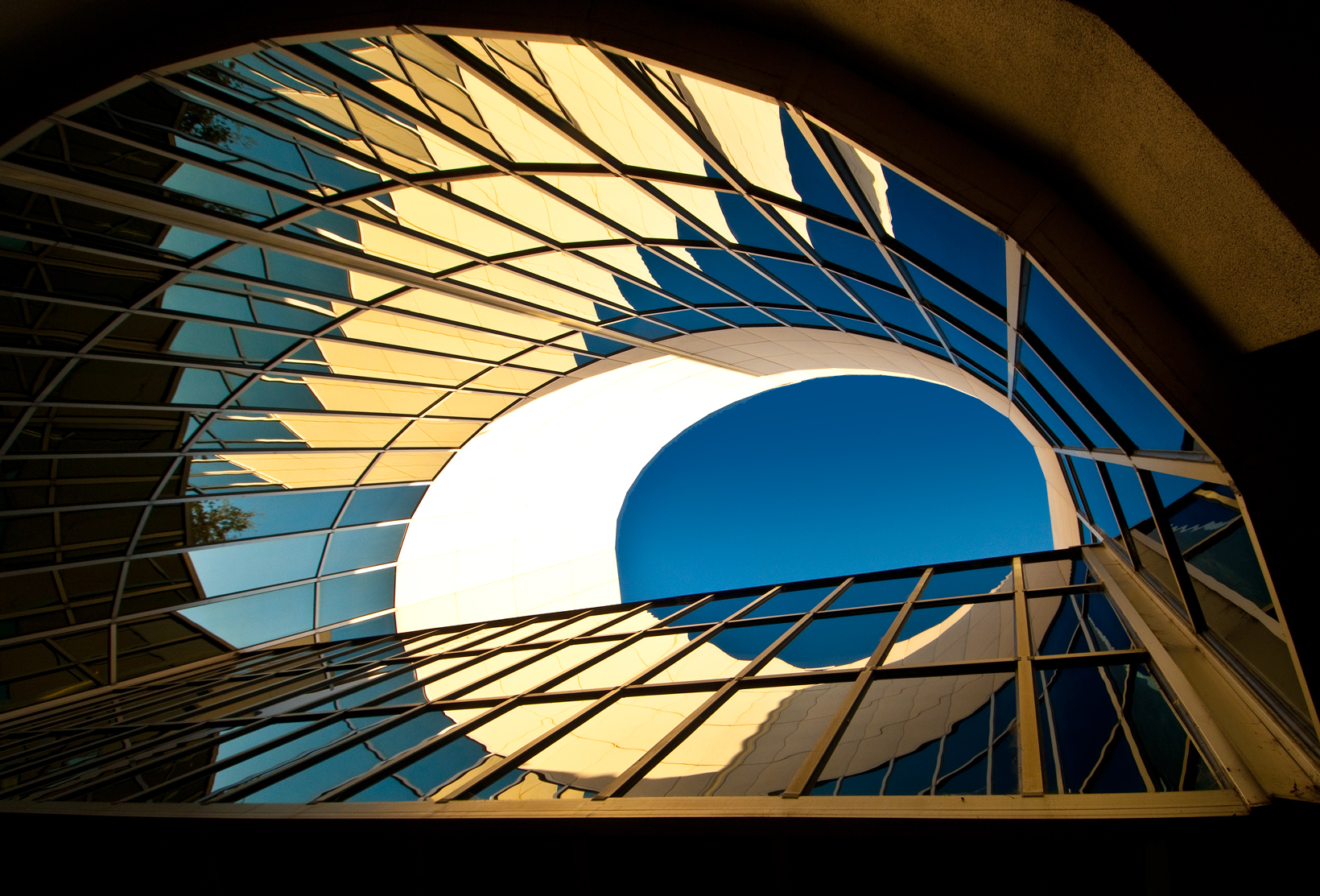
Будівля на кампусі SRI International

Дослідники SRI провели перше спостереження видимого світла, випромінюваного атомами кисню в нічному сяйві Венери, провели першу загальнонаціональну оцінку руху чартерних шкіл у США, а також оцінку загального обсягу товарів і послуг гольф-індустрії США для Всесвітнього фонду гольфу.
У 2006 році SRI було укладено контракт на суму 56,9 мільйонів доларів США з Національним інститутом алергії та інфекційних захворювань на надання доклінічних послуг із розробки ліків і антитіл для протиінфекційного лікування пташиного грипу, SARS, гарячки Західного Нілу та гепатиту. Також у 2006 році SRI вирішив спільно з Університетом Південної Флориди створити в Санкт-Петербурзі, штат Флорида, новий дослідницький центр морських технологій, спрямований на дослідження океану, морської промисловості й безпеки портів. У цьому закладі створено новий метод підводної мас-спектрометрії, який використовувався для підводної розвідки нафти й газу та моніторингу стану океану.
У грудні 2007 року SRI створила відокремлену компанію Siri Inc., яку Apple придбала у квітні 2010 року. У жовтні 2011 року Apple анонсувала персонального помічника Siri як інтегровану функцію Apple iPhone 4S. Технологія Siri народилася в результаті роботи SRI над проєктом CALO, який SRI називав найбільшим в історії проєктом штучного інтелекту.
Для Національного наукового фонду SRI керує Сондрестремівським центром дослідження верхньої атмосфери в Гренландії, обсерваторію Аресібо в Пуерто-Ріко та радіообсерваторією Гет-Крік у Північній Каліфорнії.
У лютому 2014 року SRI оголосила про технологію тестування на основі фотоніки під назвою FASTcell для виявлення біомаркерів ракових клітин у зразках крові, що має дозволити раніше діагностувати ці захворювання.
У квітні 2023 року Xerox оголосила, що передасть SRI компанію PARC.

## Опис

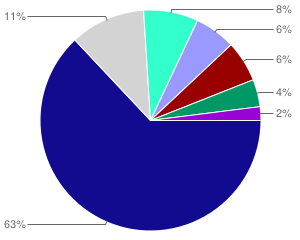
Доходи SRI за джерелом
Міністерство оборони (63%)
Національний інститут охорони здоров'я (11%)
Підприємства та промисловість (8%)
Штати і місцеві (6%)
Національний науковий фонд (6%)
Міністерства освіти (4%)
Фонди (2%)

### Співробітники та фінанси
Станом на лютий 2015 року в SRI працює близько 2100 осіб. У 2014 році дохід SRI склав близько 540 мільйонів доларів. У 2013 році від Міністерства оборони США SRI отримувало 63 % свого прибутку, від Національного інституту охорони здоров'я 11 %, від підприємств та промисловості 8 %, від інших агентства США 6 %, від Національного наукового фонду 6 %, від Міністерства освіти США 4 %.
Станом на лютий 2015 року SRI International та її співробітникам було видано близько 4000 патентів.

### Обладнання
SRI, в основному, розташований на кампусі площею 0,25 км2 у Менло-Парку, штат Каліфорнія, який вважається частиною Кремнієвої долини. Цей кампус охоплює 120 000 м2 офісних та лабораторних приміщень. Крім того, SRI має кампус площею 1,03 км2 у Принстоні, Нью-Джерсі, з дослідницькими площами 56 000 м2. Також інститут має офіси у Вашингтоні і Токіо. Загалом SRI має 210 000 м2 офісних та лабораторних приміщень.

### Структура
SRI International складається з семи підрозділів (зазвичай їх називають відділами), які зосереджуються на конкретних тематичних галузях.
| Назва                                                                    | Область досліджень | Посилання       |
| ------------------------------------------------------------------------ | --- | --------------- |
| Передові технології та системи (Advanced Technology and Systems)         | Найбільший організаційний підрозділ SRI. Керує складними проєктами для державних і комерційних клієнтів у таких сферах, як хімія, фізика та матеріалознавство, геокосмічні, космічні та морські технології, спостереження та дистанційне зондування, прикладна оптика, робототехніка, медичне обладнання, нанотехнології.                                                                       | [ 106 ]         |
| Біонауки (Biosciences)                                                   | Працює з академічними, комерційними та урядовими клієнтами над створенням нових ліків за допомогою фундаментальних досліджень, фармацевтичних відкриттів та доклінічної розробки. SRI допоміг перейти до клінічних випробувань понад 100 препаратів. | [ 107 ] [ 108 ] |
| Освіта (Education)                                                       | Співпрацює з державними службовцями, приватними фондами та комерційними клієнтами, щоб забезпечити аналіз та оцінку програм на основі досліджень, визначити освітні тенденції, зрозуміти результати та допомогти скерувати державну політику. Сфери уваги включають раннє навчання, освітні технології, соціальне та емоційне навчання, оцінювання якості вчителів, широкомасштабні опитування. | [ 109 ]         |
| Глобальне партнерство (Global Partnerships)                              | Складається з трьох груп: Центру науки, технологій та економічного розвитку, Центру інноваційного лідерства, Енергетичного центру. Також включає команду, яка займається науково-дослідницькими програмами для міжнародних клієнтів. | [ 110 ]         |
| Інформаційні та обчислювальні науки (Information and Computing Sciences) | Складається з чотирьох лабораторій, однією з яких є Центр штучного інтелекту SRI. Підрозділ зосереджується на штучному інтелекті, розпізнаванні мови, обробці природної мови, біоінформатиці та комп'ютерній безпеці. | [ 111 ]         |
| Рішення місій (Mission Solutions)                                        | Підрозділ надає технології та послуги для підтримки систем, розгорнутих урядом США, зосереджується на інформаційних операціях, системах навігації та живучості. | [ 112 ]         |
| Продукти та рішення (Products and Solutions)                             | Підрозділ перетворює технології й дослідження на продукти для державних і комерційних клієнтів. Зокрема, працює над системами біометричної ідентифікації, системами обробки відео в реальному часі, інтегрованими рішеннями для використання відео та датчиків, інструментами для тестування відео.                                                                                             | [ 113 ]         |

## Співробітники

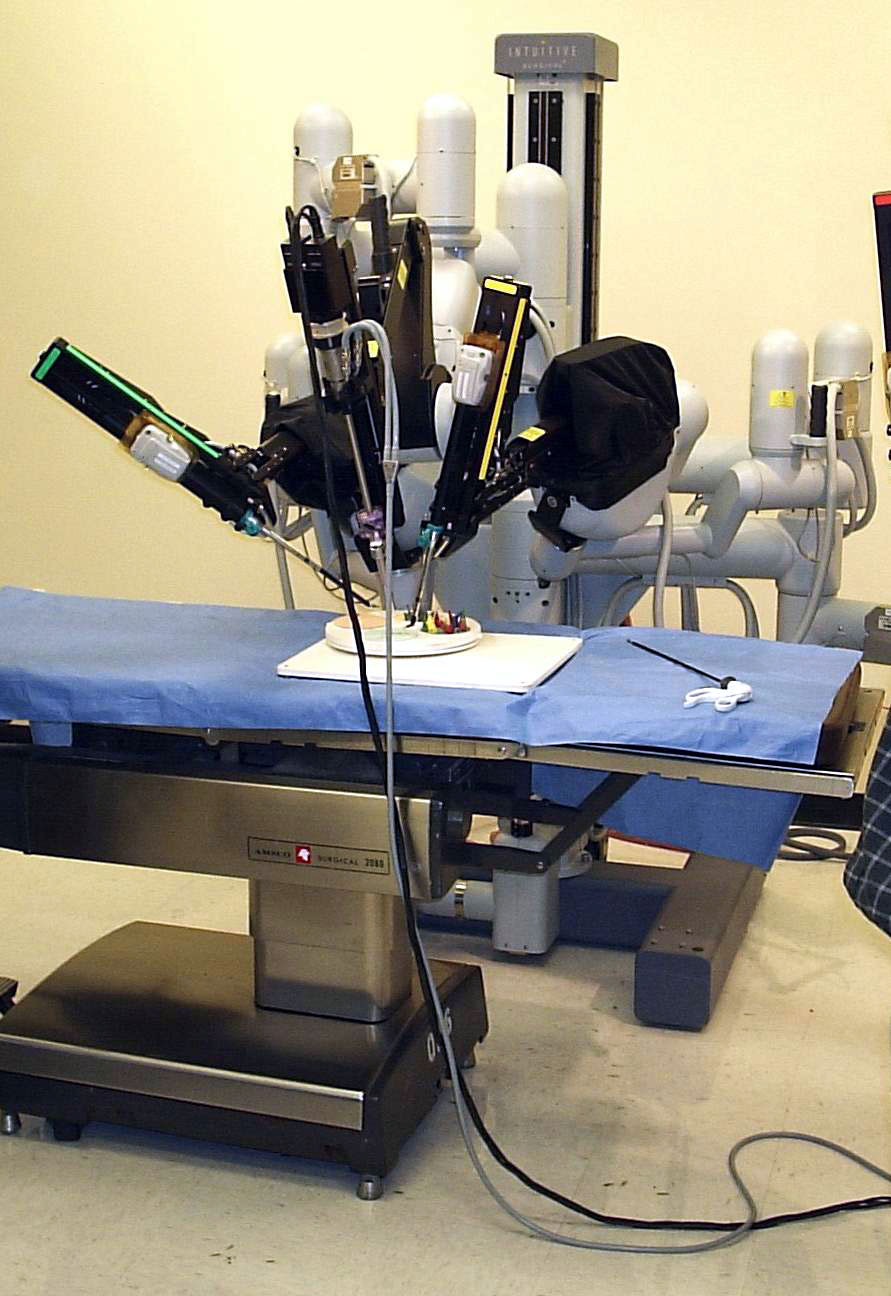
Хірургічна робототехнічна система Da Vinci виробництва Intuitive Surgical, дочірньої компанії SRI

До відділення SRI від Стенфордського університету його керівник називався директором, а після відділення — президентом і генеральним директором компанії. Цю посаду в різні роки обіймали Вільям Телбот (1946—1947), Джессі Гобсон (1947—1955), Фінлі Картер (1956—1963), Чарльз Андерсон (1968—1979), Вільям Міллер (1979—1990), Джеймс Тієтджен (1990—1993), Вільям Соммерс (1993—1998), Кертіс Карлсон (1998—2014). Потім посада була розділена: генеральним директором став Девід Парех, а президентом Маніш Котарі.
До найвідоміших співробітників SRI належать Елмер Робінсон, співавтор звіту SRI 1968 року для Американського інституту нафти про ризики спалювання викопного палива для глобального клімату, Дуглас Енгельбарт, розробник сучасного графічного інтерфейсу користувача, Вільям Інгліш, винахідник комп'ютерної миші, Джефф Руліфсон, основний розробник NLS, Роберт Вайтбрехт, винахідник першого телекомунікаційного пристрою для глухих, Елізабет Фейнлер, яка керувала Мережевим інформаційним центром, Девід Мейнард, який допоміг заснувати Electronic Arts.

## Дочірні компанії
Працюючи з інвестиційними та венчурними компаніями, SRI та її колишні співробітники запустили понад 60 нових компаній у різноманітних галузях, включаючи Siri (придбаний Apple), Tempo AI (придбаний Salesforce.com), Redwood Robotics (придбаний Google), Desti (придбаний Here), Artificial Muscle (придбаний Bayer MaterialScience), GrabIt, Kasisto, Passio, Nuance Communications, Intuitive Surgical, Ravenswood Solutions, Orchid Cellmark.
Деякі колишні співробітники SRI також заснували власні компанії. Наприклад, у сфері інженерії та аналізу працюють такі відомі компанії, створені колишніми співробітниками SRI, як Weitbrecht Communications, Exponent і Raychem. Компанії у сфері правового, політичного та бізнес-аналізу включають Fair Isaac Corporation, Global Business Network та Institute for the Future.
Дослідження в сферах обчислювальної техніки та інформатики призвели до розвитку багатьох компаній, зокрема Symantec, Австралійського інституту штучного інтелекту, E-Trade та Verbatim Corporation. Дослідження бездротових технологій породило Firetide і венчурну компанію enVia Partners. Дослідження систем охорони здоров'я призвели до створення Telesensory Systems.